# Dispilio
Dispilio (in greco: Δισπηλιό, in bulgaro: Дупяк, Dupjak) è un sito archeologico del periodo neolitico, situato su una isola artificiale del lago Orestiada .
Il sito si trova nelle vicinanze del moderno villaggio di Dispilio nella Prefettura di Kastoria in  Grecia.
L'insediamento lacustre fu scoperto durante il secco inverno del 1932, il quale fece abbassare il livello del lago svelando tracce dell'insediamento. Un'indagine preliminare venne fatta nel 1935 da Antonios Keramopoulos. Gli scavi iniziarono nel 1992, condotti da George Hourmouziadis, professore di archeologia preistorica all'Università Aristotele di Salonicco. L'ambiente paleolitico del sito, botanica, tecniche di pesca, utensili e ceramiche vennero pubblicati informalmente nel giugno del 2000, sulla rivista greca di archeologia Επτάκυκλος, e da Hourmouziadis nel 2002. Un ricostruzione dell'insediamento degli abitatori del lago è stata eretta vicino al sito per attrarre turisti dalla Grecia stessa e dall'estero.
Il sito sembra essere stato occupato per un lungo periodo, dagli stadi finali del Neolitico medio (5600-5000 a.C.) al neolitico finale (3000 a.C.). Una quantità di oggetti vennero trovati, comprese ceramiche, elementi strutturali in legno, manufatti in ossidiana  e i resti di un passaggio in legno , semi, ossa, statuette, ornamenti personali, flauti (uno di essi risale al VI millennio a.C., il più antico che sia mai stato trovato in Europa) e ciò che sembra essere il più significativo ritrovamento: la Tavoletta di Dispilio incisa.